# Lucilia littoralis
Lucilia littoralis är en tvåvingeart som först beskrevs av Blanchard 1937.  Lucilia littoralis ingår i släktet Lucilia och familjen spyflugor. Inga underarter finns listade i Catalogue of Life.